# 녹색반점말목
녹색반점말목(Chaetophorales)은 녹조강에 속하는 녹조류 목의 하나이다. 6개 과에 223종을 포함하고 있다.

## 하위 과
- 아파노카이테과 (Aphanochaetaceae)
- 바랑카과 (Barrancaceae) - 유일종 Barranca multiflagellata
- 녹색반점말과 (Chaetophoraceae)
- Fritschiellaceae
- 스키조메리스과 (Schizomeridaceae)
- Uronemataceae